# Mesogyne
Mesogyne là một chi thực vật trong họ Dâu tằm. Chi này được tìm thấy ở Đông Phi.
Các loài bao gồm:
- Mesogyne henriquesii Engl.
- Mesogyne insignis Engl.